# Nuevo Tango Ensamble
Il Nuevo Tango Ensamble è un trio italiano di tango-jazz nato nel 1999, formato da Pasquale Stafano al pianoforte, Gianni Iorio al bandoneón e Pierluigi Balducci al basso elettrico e acustico (subentrato nel 2009 ad Alessandro Terlizzi).

## Storia dei Nuevo Tango Ensamble
Il gruppo si è esibito in Europa, negli Emirati Arabi Uniti nel 2008 con il progetto dedicato alla musica di Astor Piazzolla.
Successivamente, dopo la pubblicazione dell'ultimo disco, ha continuato a esibirsi sui palchi dei migliori jazzclubs e festival europei, in Corea del Sud, Taiwan e altrove, con un repertorio ormai costituito prevalentemente da composizioni originali.
Il trio collabora con il bandoneonista argentino Gustavo Toker, il clarinettista italiano Gabriele Mirabassi e il sassofonista argentino Javier Girotto.

## Discografia
- 2002 - Astor's Mood (Realsound)
- 2005 - A night in Vienna for Astor Piazzolla (Philology)
- 2008 - Tango Mediterraneo (Jazzhaus Records)
- 2011 - D'impulso (Jazzhaus Records)